# حمام سيدنا
حمام سيدنا حمام أثري بالجزائر يقع في منطقة القصبة السفلى بأعالي الجزائر العاصمة. المصنف تراثا عالميا من طرف اليونسكو.

## الموقع
يقع حمام سيدنا في منطقة القصبة السفلى بأعالي الجزائر العاصمة، بشارع مشري حاليا.

## أصل التسمية
حمام ”سيدنا” نسبة لمصطفى باشا الموجود قرب قصر مصطفى باشا، الذي حكم الجزائر من 1798 إلى 1805م.

## التاريخ
عرف سكان مدينة الجزائر حمامات قبل مجيء الأندلسيين، لكنها لم تكن بنفس الهندسة التي عرفت في الفترة العثمانية، وكان هناك عدد كبير من الحمامات بالمدينة العتيقة، حيث كانت هناك حمامات خاصة بالنساء وأخرى خاصة بالرجال وغيرها خاص بالعرائس، وكان الحجز يتم 15 يوما قبل أن تزف العروس إلى بيتها. وتحتوي الحمامات 9 غرف، وحمام ”سيدنا” فهو حمام خاص بالعرائس، وتحديدا خاص بالداي.
في القصبة السفلى، في لواتة، يوجد حمام بوشاغم، بالقرب من مسجد كتشاوة وحمام سيدنا، الذي يعود بناؤه إلى القرن السادس عشر، في منطقة سوق الجمعة. حمام اليهود، الحمام اليهودي، كان لديه مسبح صغير يقال أنه مفيد للفتيات الراغبات في الزواج. يرتاد هذا الحمام، مثل حمام بوشلاغم، العائلات اليهودية في الجزائر حيث ذهب المسلمون واليهود من القصبة إلى هناك لتنقية أنفسهم، في جو مليء برائحة التسامح والاحترام. حمام سيدنا أو الحمام.

## الوصف
يشير الراهب الإسباني دييكو دي هايدو الذي زار الجزائر بداية القرن 17م إلى وجود حوالي 60 حماما من بينها حمام الباشا أو حمام سيدنا الذي يعتبر أمهمهم. فهو من أكبر حمامات الفترة العثمانية بالقصبة ويحتل مساحة توازي المساحة التي تشغلها دار جزائرية.
يتكون الحمام من قسمين مختلفين ومجاورين.
- حجرة الملابس التي بني فوقها مسكن، والتي تشبه الطابق السفلي للدار حيث يمكن الولوج إلى داخل الصحن الأوسط بواسطة بهو ذو شكل مستطيل يغطيه قبو نصف أسطواني وجنبات جدرانية مزينة بالزليج. يستعمل هذا البهو للصعود إلى الطابق العلوي حيث يوجد مسكن صغير مخصص للمالك أو للمستخدمين داخل الحمام.[6]
- الحمام الذي يضم غرفتين:
  - الغرفة الفاترة «بيت الباردة» ذات تصميم مستطيل وهي تلعب دور فضاء بسيط للتنقل بين جنبات البناية.
  - القاعة الساخنة «بيت السخون» هي عبارة عن غرفة شاسعة تنتظم حول فضاء أوسط مربع الشكل وتغطيها قبة. تنفتح ثلاثة من جنباتها الأربع على مداخل مسدودة في الجدران تشبه الأواوين، يؤدي واحد منها إلى غرفة مستطيلة أما الآخرين وهما أقل عمقا فيحتويان على أحواض مائية تتناوب مع حجرات صغيرة تعلوها قباب وتضم أيضا أحواض صغيرة. وبوسط الغرفة الساخنة توجد كتلة رخامية عالية تنفتح جوانبها بثقوب تنبعث منها الحرارة، وهي تستخدم كمسند للقيام بعمليات التدليك.[6]

يتميز هذا الحمام بغرفته الساخنة المركزية حيث الفضاء الموزع محاط بثلاثة مداخل تشكل تصميما على شكل حرف (T) اللاتيني وتنفتح على حجرات صغيرة جانبية. وهذا التصميم معروف من قبل في قرطاج البونية، وهو قريب من الإيوان الفارسي. ويتضح تأثير الطراز العثماني على الخصوص في هندسة الغرف الساخنة بتصميمه المحوري وبكواته وحجراته الصغيرة الجانبية وأيضا بغطائه المشكل من قبة.